# Batalla de Hanko (1941)

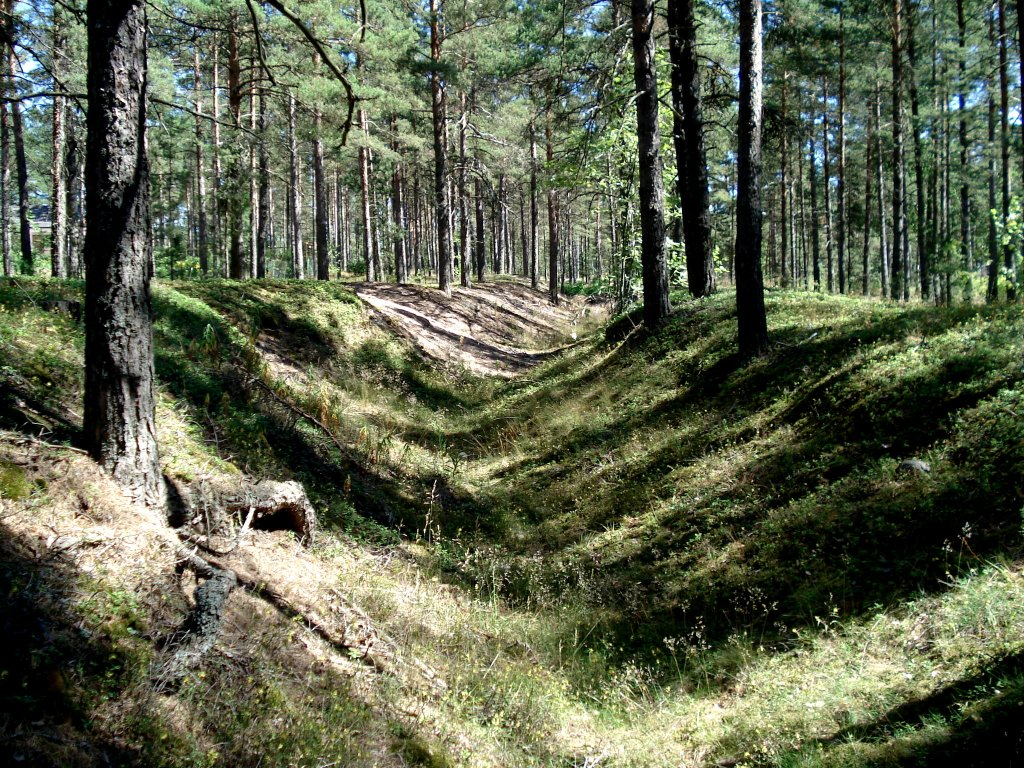
Restos de refugios en el bosque de la península de Hanko, al este de la ciudad de Hanko.

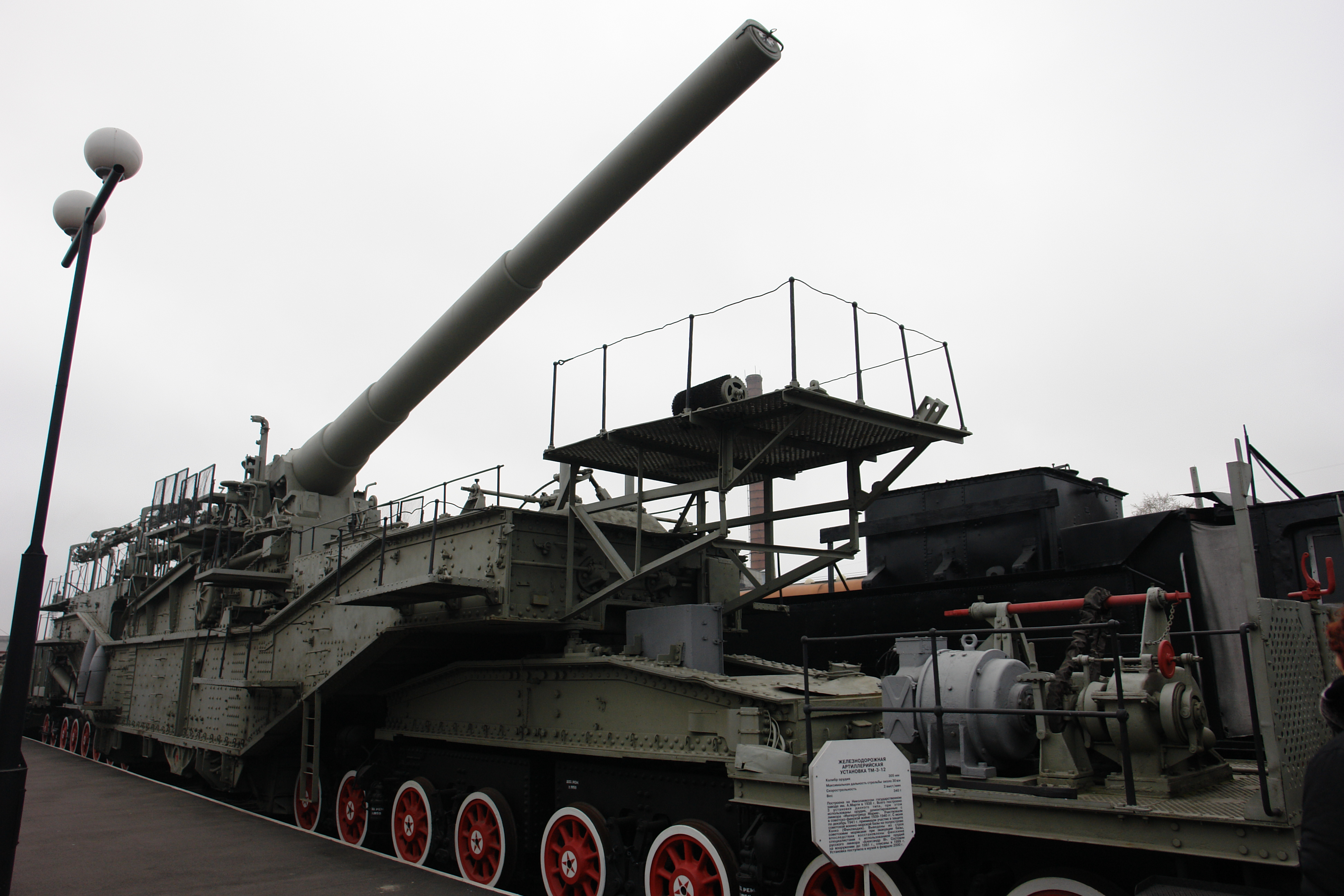
Arma de artillería de ferrocarril TM-12.3, en junio y diciembre de 1941, tomó parte en la defensa de la base naval soviética en la península de Hanko.

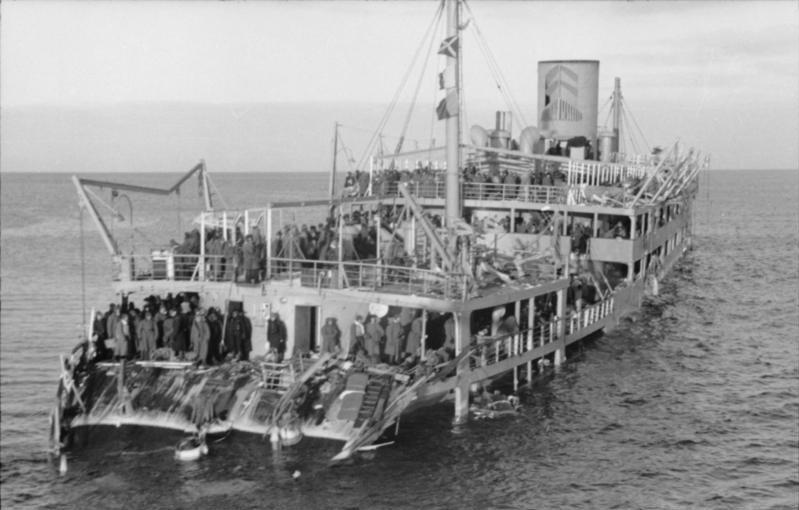
Barco de pasajeros soviético Iósif Stalin, que se utiliza para la evacuación de las tropas de Hangö en noviembre de 1941, dañada por la mina, el 3 de diciembre de 1941 y capturado por los alemanes.

La batalla de Hanko (conocida también como el Frente Hanko o el Asedio de Hanko) fue una larga serie de pequeñas batallas libradas en la península de Hanko durante la Guerra de Continuación entre Finlandia y la Unión Soviética en la segunda mitad de 1941, ya que ambas partes estaban ansiosos por evitar una mayor y costosa batalla terrestre, la lucha tomó la forma de una guerra de trincheras, con intercambios de artillería, francotiradores, los enfrentamientos de patrulla, y pequeñas operaciones anfibias realizadas en el archipiélago que rodea. Un batallón de voluntarios suecos sirvieron con las fuerzas finlandesas en el asedio. Las últimas tropas soviéticas salieron de la península en diciembre de 1941.

## Antecedentes
Como parte de Tratado de Paz de Moscú de 1940, que terminó formalmente la Guerra de Invierno soviético-finlandesa, Hanko fue arrendada a la Unión Soviética como base naval. La población civil se vio obligada a evacuar antes de que llegaran las fuerzas soviéticas. El área arrendada incluyó varias islas de los alrededores, varios sitios de artillería de la costa (entre ellos la importante fortaleza de Russarö), instalaciones portuarias importantes, y un área adecuada para un campo de aviación, que los soviéticos construyeron rápidamente. Los derechos de transporte de tropas de la Unión Soviética a Hanko y volver a poner una fuerte presión sobre las relaciones de entre Finlandia-Unión Soviética, y jugaron un papel tanto en la decisión de Finlandia de permitir que las tropas alemanas de tránsito norte de Finlandia, y más tarde, para ir a la guerra con la Unión Soviética. Aunque Hanko originalmente había sido alquilada como base naval, las fuerzas de tierra eran mucho más numerosas, con solo un pequeño destacamento naval de estar presente en la base.

## Operaciones
Al comienzo de la guerra, las tropas de tierra finlandesas rápidamente aisladaron Hanko y su guarnición soviética de 25 300 hombres. Aunque Mannerheim declaró inicialmente que liberar a Hanko sería un objetivo primordial de la guerra, las tropas finlandesas en el área no recibieron autorización para atacar la base. En cambio, como los finlandeses habían construido la línea Harparskog en la frontera de la zona arrendada durante la Paz Provisional, se trasladaron a ocupar estos puestos. El frente se mantuvo mayormente estático, con la acción que consiste principalmente de ataques de artillería y algunas actividades limitadas de sondeo o de patrulla en ambos lados. Acciones navales y anfibias pequeña escala tuvieron lugar en el archipiélago circundante. Fuerzas finlandesas que rodean la base estaban constituidas en un principio por la 17.º División, la Cuarta Brigada Costera y unidades de apoyo. A finales del verano, la 17.º División, que había hecho la mayor parte de la fuerza que sitiaba, fue trasladada a Carelia Oriental.
Los esfuerzos de Finlandia por bloquear la base del mar tuvieron menos éxito, debido tanto a la fuerte resistencia soviética, y fallas en los equipos (como torpedos usados por los submarinos finlandeses, que a menudo no detonaban al impacto). Los campos de minas establecidos en las rutas marítimas que conducen a Hanko y las aguas circundantes fueron más efectivas, clamando que varios suministros soviéticos en la orilla sur del Golfo de Finlandia causó que la base perdiese su importancia y la convirtió en pesada carga para el insosteniblemente Flota del Báltico soviética. En otoño de 1941 se dio la orden de evacuar Hanko. Personal de la base, las tropas y la mayor parte de su equipo de luz y los suministros se habían retirado antes de diciembre de 1941, el equipo pesado que no podía ser movido fácilmente fue saboteado o destruidos en su lugar. Fuerzas navales soviéticas que realizan la evacuación sufrieron fuertes pérdidas de los campos de minas.
La base soviética en Hanko, su acompañamiento fuerte costero en Osmussaar, y los campos de minas establecido para proteger la soviética Flota del Báltico había obstaculizado las actividades navales finlandesa y alemana, y se había convertido en un problema para los aviones de carga para llegar a los puertos de Helsinki y Kotka. Como Finlandia carece de los recursos suficientes para el transporte de mercancías por tierra, esto causó graves problemas logísticos con el material atrapado en los puertos marítimos en la costa occidental. Dragaminas finlandeses y alemanes habían abierto una ruta marítima a través de los campos de minas fuera del campo de tiro de Russarö para permitir que aviones de carga lleguen hasta los puertos del Este, pero no fue hasta la evacuación soviética que fueron capaces de despejar el mar costero más seguro, que permite el paso más seguro.

### Operaciones anfibias
Ambas fuerzas costeras finlandesas y soviéticos llevaron a cabo numerosas operaciones anfibias en pequeña escala en el archipiélago que rodea la península de Hanko. El primero de los estos enfrentamientos tuvieron lugar a principios del mes de julio de 1941; operaciones activas finalizaron el mes de octubre siguiente. La lucha en estas pequeñas islas a menudo era feroz, y retirarse de ellos bajo el fuego era extremadamente peligroso. En general, las operaciones tuvieron poco efecto en la batalla general, como ganancias territoriales siendo insignificantes.

### Batalla de Bengtskär
Después de capturar la pequeña isla de Morgonlandet en julio de 1941, las fuerzas soviéticas pusieron en marcha un asalto anfibio a pequeña escala contra la isla finlandesa de Bengtskär, que tenía un faro y era por lo tanto un importante puesto de observación. El desembarco inicial, realizado en el medio de la noche en condiciones de niebla, fue un éxito, como centinelas finlandeses creían que los barcos que se acercan a ser dragaminas alemanes; Sin embargo, la pequeña guarnición se recuperó rápidamente. La colocación de una feroz resistencia, los finlandeses lograron mantener el control del faro mientras ordenaba la ayuda de las fuerzas navales en las inmediaciones y la artillería costera. La lucha continuó durante toda la noche. Por la mañana refuerzos finlandeses fueron capaces de obligar a los soldados soviéticos restantes a rendirse y conducir lejos su apoyo naval.

### Evacuación
La evacuación de Hanko se llevó a cabo en varios convoyes, entre el 16 de octubre y 2 de diciembre de 1941, que logró transportar aproximadamente 23 000 tropas a Leningrado. La flota sufrió bajas debido principalmente a los campos de minas finlandesas y a la artillería costera, perdiendo 3 destructores (Smetlivy, Surovy y el Gordy) y 2 grandes transportes (Andrei Zhdanov y Iosif Stalin) así como varios barcos más pequeños. Tropas finlandesas que entraron en la zona los encontraron minados.